# So cinematogràfic
El so cinematogràfic, en el món de la realització audiovisual, és un camp creatiu que des de l'aparició del cinema sonor va de la mà amb la imatge. Comprèn tots els elements que no siguin estrictament música composta en un film: diàlegs i efectes sonors. La creació d'una banda sonora té les mateixes possibilitats creatives que el muntatge. S'han de seleccionar sons amb una funció concreta per guiar la percepció de la imatge i l'acció, en el cas de no tenir encara feta aquesta banda sonora s'usa una altra ja existent per anar muntant la imatge, a això se l'anomena temp track.
Normalment es té la sensació de que els actors o objectes que apareixen en les pel·lícules produeixen el soroll adequat en el moment adequat, considerant el so com un simple acompanyament a les imatges. En canvi, la banda sonora d'una pel·lícula es construeix separada de la banda d'imatge i de manera independent. Part de la força de moltes escenes i seqüències s'aconsegueix gràcies a efectes de so que solen passar desapercebuts. El so és capaç de crear una manera diferent de percebre la imatge i pot condicionar la seva interpretació, per exemple, centrant l'atenció de l'espectador en un punt específic i guiant-ho a través de la imatge.

## Antecedents
En el període mut, el cinema va tenir sempre so i música, evocats a vegades per una orquestra en directe o només un orgue o piano solitari. La part sonora de l'experiència audiovisual que representa el cinema té les seves normes, la seva evolució i el seu sentit.
Cap al 1860, el francés Édouard-Léon Scott de Martinville aconseguia inscriure en un paper les vivbracions sonores provinents d'un diafragma acoplat a una trompeta. Fonoautògraf és com van anomenar a aquest aparell en el que es col·locava un full de paper en un cilindre giratori. Un element acoplat a un diafragma inscrivia l'ondulació sonora. No era possible reproduir el so, de manera que aquells fonautògrafs de paper servien només per tenir una empremta prou aproximada de la forma de l'ona de determinats sons. Aquests gràfics han arribat als nostres dies i s'ha creat un lector òptic capaç de roproduir aquelles imatges i convertir-les en sons audibles.
Un altre francès, Charles Cros, va presentar, el 18 d'abril de 1877, la descripció d'un aparell per a gravar i reproduir sons. No va poder portar a terme la pràctica.

## Inicis
Des dels inicis del cinema s'ha intentat enregistrar el so i la imatge. Un dels primers va ser Edison, el qual va intentar sincronitzar dos dels seus invents, el kinetoscopi i el fonògraf. Ho va aconseguir, i fins i tot va arribar a fer una presentació pública al 1913. Léon Gaumont al 1901a França i James Williamson també ho van intentar, però sense èxit. Les principals dificultats amb la qual es trobaven eren la impossibilitat d'amplificació del so i la sincronització entre aquest i la imatge ja aquesta època aquests dos aparells havien de ser projectats amb dos aparells diferents.
La primera resposta a aquest problema va arribar gràcies a Lee De Forest i la invenció de l'audió , la primera vàlvula tríode. A partir d'aquesta la companyia americana Western Electric filial d'AT&T que havia comprat la patent va començar a investigar sistemes de so en disc, i va poder així desenvolupar amplificadors. Al seu torn General Electric estava treballant en un sistema fotogràfic que permetia ajuntar so i imatges.
Al principi, l'acolliment del so per part de les grans productores cinematogràfiques no va ser bona. La primera a introduir aquest avanç va ser la Warner Brothers, que es va unir amb l'empresa Western Electric per començar a treballar amb un sistema de cinema sonor: el Vitaphone. La primera pel·lícula rodada en aquest format i, per tant, considerada la primera pel·lícula sonora va ser The Jazz Singer (1927).
Encara que la pel·lícula de El cantor de Jazz, és considerada la primera filmació sonora del cinema, una cinta trobada a la biblioteca del Congrés dels Estats Units demostra que la primera pel·lícula espanyola sonora la va protagonitzar Conchita Piquer quatre anys abans que Alan Crosland filmes El cantor de Jazz. Aquesta es una cinta d'onze minuts que va gravar Lee De Forest amb Cocha Piquer quan ella era una adolescent, en aquesta peça ella sortia cantant un cuplet andalús, una jota aragonesa i, fins i tot, un fado lusità, aquest últim és una cançó típica a Portugal, que la cantant va cantar en portuguès, això també la converteix a la primera cinta sonora en portuguès. Aquest film va ser exhibit al cinema Rivoli de Nova York al 1923. Aquesta cinta ja havia sigut mencionada a una biografia de l'artista que va protagonitzar Aquellos ojos verdes però datava la cinta al 1927 que va ser quan Lee De Forest va visitar Espanya amb la intenció de vendre el seu sistema de cinema sonor. Tot i això a la Internet Movie Database (IMDB) el copyright d'aquesta cinta era, efectivament, datat al 1923.
El sistema Vitaphone es va seguir utilitzant ejnel cinema fins a l'any 1930, quan va aparèixer el Movietone, creat per Theodore Casi i I.I. Sopnable. Inspirat en el sistema Phonofilm de Lee De Forest, aquest sistema permetia enregistrar directament el so al costat de la imatge, en una sola pel·lícula. El Movietone es va basar en el treball que havia fet al 1904 Eugène Lauguste, havia aconseguit codificar so en una emulsió fotogràfica.

## Rebuda
L’any 1928 els cineastes soviètics Serguei Eisenstein, Vsévolod Pudovkin i Grigori Aleksàndrov van escriure el Manifest del So en resposta a la invenció i incorporació del so al cinema estatunidenc. En aquest document van expressar la seva visió respecte el tema així com les seves preocupacions.
En primer lloc van reconèixer que els seus recursos tècnics del moment no tenien una envergadura suficient per poder dur a terme la pràctica sonora amb èxit. A continuació van admetre la seva preocupació pel futur del cinema. Creien que l'eficàcia i èxit d’aquest es devia únicament al muntatge i que l’aparició del so i el color tenien escàs interès a la història del cinema. Argumentaven aquesta declaració amb l'idea que el so era una arma de doble fil i que seria utilitzat seguint la llei del mínim esforç, per acontentar la curiositat de l'espectador. Proposaven com a única solució per al desenvolupament i perfeccionament del muntatge utilitzar el so a mode de contrapunt respecte a un fragment de muntatge visual. Així mateix amb aquest so no sincrònic s’aconseguiria produir la sensació buscada en l'espectador. Tanmateix també reconeixien que l’arribada del so era una desembocadura natural per l'avantguarda de la cultura cinematogràfica i que amb aquesta es podrien resoldre problemes per als quals encara no s’havia trobat una solució eficaç, com els subtítols o el batibull explicatiu que sobrecarregava la composició de les escenes i retrassava el ritme. Finalment remarcaven la seva posició recordant la solució del mètode del contrapunt com a única via per fer funcionar el so al cinema.  

## Enregistrament analògic i digital
Quan el micròfon converteix el senyal d'àudio entrant en un senyal elèctric i passa a través de l'etapa del preamplificador, el senyal d'àudio elèctrica està en el nivell òptim (i per tant es minimitza el soroll elèctric) i és clarament analògic (ja que fins ara no es va realitzar cap conversió a digital). Aquest primer pas és exactament el mateix, independentment del mètode d'enregistrament que trieu.
No és el mitjà en què s'emmagatzema el senyal allò que determina el mètode d'enregistrament utilitzat (analògic o digital), sinó el tipus de senyal que s'emmagatzema. Hi ha diversos mitjans demmagatzematge que sutilitzen per a gravacions analògiques i digitals.

### Enregistrament analògic
Un senyal analògic és un senyal elèctric produït per algun tipus de fenomen electromagnètic i pot ser representat per funcions matemàtiques contínues de les quals l'amplitud i període (o freqüència) varien amb el temps. Aquestes variables -amplitud i freqüència del període- transporten informació sobre el senyal.
El comportament dels fenòmens de la naturalesa també són de caràcter analògic, ja que les seves magnituds mesurables es modifiquen de manera constant amb el pas del temps, passant per infinits valors intermedis i no per salts abruptes.
Quant a l'enregistrament d'aquests senyals analògics particulars -les ones sonores-, aquesta consisteix en la captació contínua del primer element de la cadena electroacústica -el micròfon- a partir de les pertorbacions del seu diafragma, provocades per les variacions contínues de la pressió a l'aire.
Al principi d'aquesta etapa de registres plenament analògics, l'esmentat senyal d'entrada a la cadena d'àudio continuava així al llarg d'aquesta, sortint finalment -sense experimentar cap conversió digital en el seu trajecte- pels altaveus. Si bé és destacable la qualitat aconseguida per aquest tipus de registre, els seus senyals es veien molt vulnerats pel soroll i el possible tractament en l'etapa de postproducció, sent una raó per la qual posteriorment es va optar per les tecnologies digitals.
Per a una millor comprensió dels fonaments de l'enregistrament analògic, cal comprendre 3 dels seus sistemes més rellevants:
1. Enregistrament mecànic analògic
2. Enregistrament magnètic analògic
3. Enregistrament òptic analògic

#### Enregistrament mecànic analògic
L'enregistrament mecànic analògic és una forma d'enregistrament en què un senyal d'àudio analògic es converteix en vibració mecànica i es grava com un solc a la superfície d'un medi, possiblement un disc (pista el·líptica) o un cilindre (espiral).
Els primers enregistraments eren notablement més simples i rudimentaris que els que coneixem avui dia, i el mètode usat era radicalment diferent; tots els dispositius (entre ells, gravador i reproductor) estaven concentrats en un, que era capaç de gravar el so, emmagatzemar-lo en un suport específic i reproduir-lo més tard.

#### Enregistrament magnètic analògic
L'enregistrament magnètic analògic es basa en els principis de la física magnètica i, més concretament, en la física electromagnètica. L'enregistrament es fa en una cinta plàstica coberta amb una fina capa de material ferromagnètic (òxid de ferro i crom). Aquest material posseeix, entre d'altres, les característiques de:
- Produir una gran inducció magnètica en aplicar-s'hi un camp magnètic.
- Concentreu, fàcilment, línies de camp magnètic.
- Conservar la imanació fins i tot quan se suprimeix el camp magnètic que la va originar.

#### Enregistrament òptic analògic
La gravació òptica analògica és reconeguda com aquella gravació fotogràfica del so. Aquesta comprèn un sistema que es va utilitzar durant molts anys de manera exclusiva a la indústria del cinema, sent que durant diversos anys tant el so com la imatge d'una pel·lícula es gravaven en diferents suports. Per a l'enregistrament de la imatge s'emprava un rodet de cel·luloide, ja que aquest material és susceptible a la llum així com va trobar la seva funció durant molt de temps com a suport per gravar imatges i pel·lícules. El gran problema d'aquest sistema era la fragilitat i la propietat altament inflamable. Pel que fa al so, el registre s'assentava en un suport magnètic.
D'aquesta manera, amb l'enregistrament òptic analògic s'aconsegueix transformar mitjançant una cèl·lula fotoelèctrica aquell senyal elèctric d'àudio en un senyal òptic, la intensitat o la mida del seu feix variarà d'acord amb el voltatge. Per tant, d'acord amb les variacions de llum quedaran registrades sobre el negatiu en moviment mitjançant una exposició, així com en aquest mateix procés s'exposa a la imatge alhora, permetent que aquesta quedi registrada al costat del so des d'una sincronia perfecta. En conseqüència, en revelar la pel·lícula i juntament amb la informació pròpia de la imatge, el so roman gravat en una pista fotogràfica.
Un exemple cinematogràfic icònic d'aquesta primera etapa del registre de so és el film "The Jazz Singer" (1927), en el qual es va utilitzar el sistema de discos sincronitzats o disc a disc -el vitaphone- dissenyat per la companyia nomenada de la mateixa forma.

#### Consideracions sobre l'enregistrament analògic
De manera sintètica i recopilatòria, és possible destacar les diferents virtuts i inconvenients de l'enregistrament analògic:
- Qualitat d'àudio: Els equipaments d'enregistrament analògics com els de cinta magnètica aporten un so impossible de ser imitat pels equips de caràcter digital. Això succeeix pel fet que no fan servir cap procés de conversió a digital, per la qual cosa no hi ha cap pèrdua de tons o matisos, sent aquesta la principal raó per la qual els enregistraments de tipus analògic sonen més naturals i realistes.

- Degradació: En els sistemes d'enregistrament analògics, els suports on el senyal està gravat són susceptibles a degradacions que donin lloc a una pèrdua d'informació.
- Soroll: Un factor característic dels enregistraments analògics en general, és que tots compten amb una contaminació de soroll en el fons sonor, això és perquè el mer frec del capçal d'enregistrament amb la cinta provoca un soroll al registre que és impossible d'evitar i eliminar. Aquest soroll és actualment anomenat com siseu, gis o soroll analògic. Ara bé, malgrat que hi ha certes tècniques per reduir aquest soroll de fons sonor, -com la Dolby i totes les seves variants-, és ben sabut que mai no s'aconseguirà aconseguir un resultat igual que amb el procés digital.

- Comoditat d'enregistrament i edició: Realitzar l'enregistrament d'un disc amb magnetòfon analògic comprèn un procés llarg i complex. Els magnetòfons componen equips delicats, ja que necessiten estar en habitacions amb temperatures i humitat apropiades alhora que constants, així com han de ser encesos diverses hores abans de començar l'enregistrament perquè els seus circuits adquireixin temperatura, sense esmentar que són summament sensibles a els becs de tensió. D'altra banda, el procés d'edició ha de ser manual, tallant i enganxant manualment la cinta: treball complex on és difícil obtenir els millors resultats. A cada esborrat de cinta es perd una mica de qualitat per a la següent gravació, sent que aquests problemes se solucionen totalment en el digital.
- No admet multigeneració: En aquest sentit, cada cop que es faci una còpia una mica de qualitat es perdrà, de manera que si es fa una còpia d'una altra còpia, el senyal cada cop s'assemblarà menys a la primera o original. Això clarament no passa en els suports digitals, ja que en aquest sentit, la multigeneració no afecta la qualitat.
- Preu: Els magnetòfons analògics comprenen aparells molt cars i d'un costós manteniment, per la qual cosa la inversió per a un estudi d'equips analògics és molt elevada en comparació dels estudis digitals. D'aquesta manera, és comú actualment gravar en digital i barrejar en analògic. S'obté així els beneficis propis de l'enregistrament digital però alhora aprofitant la particular qualitat del so que aporten els equips analògics.

### Enregistrament digital
L'enregistrament digital és el procediment mitjançant el qual els senyals d'àudio enregistrats són emmagatzemats en un format digital dins d'un suport d'enregistrament. Al món del cinema, comença a implementar-se a partir de 1991 en diverses produccions, sent Batman Returns (1992) la primera pel·lícula a implementar Dolby Stereo Digital. Per la seva banda, Jurassic Park (1993) va ser la primera producció a implementar el sistema multicanal anomenat 5.1.
A diferència de l'enregistrament analògic que està directament relacionat amb l'ona sonora, l'enregistrament digital transforma aquesta ona que ha estat generada per un micròfon en una sèrie de números binaris (1 i 0). Per tant, per emmagatzemar aquest senyal en un format digital, hem de sotmetre'l prèviament a un procés de conversió analògic/digital. Aquesta etapa és fonamental a l'enregistrament digital.

#### Conversió analògic/digital (A/D)
Per tal de facilitar el processament del senyal (codificació, compressió, etc.), la conversió d'analògic a digital converteix un senyal analògic en un senyal digital, aconseguint que el senyal resultant sigui més tolerant a l'eliminació de sorolls i altres interferències que puguin afectar principalment els senyals analògics.
En poques paraules, el procés de conversió consisteix a mostrejar periòdicament l'amplitud del senyal analògic, on les variacions contínues de voltatge del senyal d'àudio es transformen en sèries de mostres. Un cop completat aquest mostreig, es procedeix a arrodonir els valors a una sèrie de valors establerts prèviament per ser posteriorment emmagatzemats sota un suport digital en forma binària (zeros i uns).
Dins el procés d'enregistrament d'àudio, aquesta etapa de conversió és una de les més importants. Per entendre el procés, cal explicar les tres etapes que tenen lloc en aquesta cadena: mostreig, quantificació i codificació:
- Mostreig: El procés consisteix en la presa de mostres de l'amplitud del senyal d'àudio a intervals regulars de temps. Aquestes mostres poden ser considerades com a “imatges estàtiques” del senyal, i la quantitat de mostrejos realitzats en un segon se l'anomena com a “freqüència de mostreig”. Perquè el senyal aconsegueixi ser el més fidedigne possible i disposi d'una millor qualitat, cal prendre una gran quantitat de mostres per segon. Però, com més gran sigui la quantitat de mostres per segon, més gran serà la capacitat de processament i emmagatzematge que calgui. Per tant, és indispensable trobar un balanç capaç de brindar un senyal de qualitat sense excessius processaments.
- Quantificació: Un cop mostrejat el senyal s'obtindrà un senyal discret en el temps, ara cal convertir-lo en una sèrie de números. D'acord amb l'amplitud, la quantificació assigna un valor numèric a cada mostra, com si fos un mesurament de l'alçada de cadascun. Si es compara l'amplitud original del senyal amb la seva representació numèrica respectiva, és visible una diferència, a això se l'anomena com a “error de quantificació”. La quantificació és un “arrodoniment”, i en àudio digital, en utilitzar un sistema de numeració binari, ofereix una sèrie d'avantatges ja que s'aconsegueix representar dos estats: encès/apagat, veritable/fals, alt/baix, sense voltatge/amb voltatge, etc.
- Codificació: El resultat obtingut després de la quantificació traduït en números binaris encara no són aptes per ser gravats en cinta, per la qual cosa cal adaptar les dades als requisits del sistema d'enregistrament mitjançant un “codi de canal”. Usualment, els valors utilitzats durant l'enregistrament d'àudio professional són n=16, n=24 o n=32, cada unitat de valor fa referència a “1 bit”, i 24 o 32 bits són l'estàndard utilitzat en la professionalitat.

#### Enregistrament magnètic digital
L'enregistrament magnètic digital és un dels mètodes d'enregistrament més utilitzats per estudis professionals d'enregistrament, especialment dins de la indústria cinematogràfica. Es tracta d'una tècnica mitjançant la qual s'escriuen dades digitals (sèrie de números binaris: zeros i uns) en un suport magnètic.
Ofereix una sèrie d'avantatges respecte a les altres, com ho són: més velocitat, versatilitat, economia, facilitat, neteja, etc.

#### Enregistrament òptico-digital
Consisteix en el procés d'enregistrament digital a través de mitjans òptics, utilitzant un raig làser per a la lectura i l'escriptura. Aquest sistema és utilitzat en discos compactes com ser CD, DVD o discos Blu-ray. El funcionament del sistema és similar al del gramòfon. Durant l'enregistrament, el senyal és registrat en el suport en forma de buits, amb la diferència que, el mateix no és analògic, sinó digital, i la metodologia per fer-ho és òptica i no mecànica. Pel que fa a la lectura, de la mateixa manera que passa amb el gramòfon, la informació que s'obtingui al disc és registrada mitjançant un capçal.
- Enregistrament: Depenent de la informació digital registrada, el làser emet una sèrie de raigs, reflectits pel mirall del capçal, enfocats per la lent al punt exacte del disc òptic. En aquesta ubicació precisa, hi ha un o més orificis a la carcassa feta de policarbonat del disc. La sèrie d'orificis i fons conté informació d'àudio digital per ser llegides a la posteritat.
- Reproducció: Els discos òptics estan fets d'una capa fina d'alumini reflectant coberta amb una làmina composta de policarbonat. En perforar els forats a la coberta mentre s'està desenvolupant l'escriptura, s'exposa l'alumini reflector a sota. El capçal lector consta d'un díode làser i un descodificador òptic. A mesura que el disc gira, el làser es desplaça al llarg de la superfície, circularment, des del centre cap a la vora. Si el raig emès pel làser, es topa o colpeja un protuberància, és a dir, una part de policarbonat, es difon, però, en incidir sobre un orifici, és reflectit per l'alumini sent captat pel fotodetector o descodificador òptic. Així, el fotodetector estarà rebent periòdicament impulsos de llum segons la quantitat de buits i protuberàncies que trobi el làser. A la sortida del fotodíode, el senyal binari (seqüències de 0 i 1) és descodificat i convertit en un senyal analògic per reproduir-lo.

#### Enregostrament magneto-òptic digital
És una combinació dels sistemes d'enregistrament òptic-digital i magnètic-digital. Aquí, la gravació de les dades és realitzada de forma magnètica, per la seva banda, la lectura és de manera òptica. En aquest enregistrament, s'utilitzen discos magneto-òptics, els quals, es destaquen i diferencien per permetre la sobreescriptura de dades ja gravades.
- Enregistrament: En el procés, cal l'acció d'un làser i d'un camp magnètic. Aquest darrer, no actua per si mateix. És necessari que el làser incideix sobre el camp elevant a una temperatura crítica.
- Esborrat: Perquè les dades siguin esborrades, només cal el làser. Quan algun punt del disc arriba a la temperatura crítica -temperatura de Curie- però no hi ha un camp magnètic a la zona, s'esborra la informació existent en aquest punt, ja que l'estructura cristal·lina és normalitzada.
- Lectura: El raig làser redueix la potència i es desplaça en espiral a través del disc. Depenent de la magnetització de cada punt de la superfície, els raigs són reflectits d'alguna manera per l'efecte Kerr - birefringència - degut als raigs reflectits detectats pels fotoreceptors, com passa als sistemes òptics.

#### Consideracions generals
L'aparició del so digital a la indústria cinematogràfica va portar grans facilitats a l'hora de la realització tant tècnica, com narrativa, com a ésser; agilitat i augment de la qualitat al moment del registre directe, millores per al trasllat d'equipament per part de l'equip tècnic ja que, els dispositius utilitzats (micròfons, gravadors, cables) són més petits, ergonòmics i mal·leables. Donada la possibilitat de poder guardar més informació i evitant fins i tot pèrdues notables en la qualitat a l'hora del copiat del material, l'emmagatzematge, és un dels grans avenços en el so digital cinematogràfic.
Finalment, el sorgiment i consolidació dels sistemes digitals - principalment del Dolby Digital - i els sistemes multicanal com el 5.1, van afavorir no només una llibertat creativa més gran, sinó també una millor percepció de l'espectador.

## Característiques acústiques
Qualitats del so:
Intensitatl'amplada de les vibracions a través de l'aire produeix la sensació de major o menor nivell (volum). Al cinema es manipula constantment el nivell del so per donar major protagonisme a unes accions o personatges, per diferenciar les distàncies físiques i per a crear tensió i espantar l'espectador.
Timbredescriu la textura del so donant una qualitat tonal. Fonamentalment, es fan variacions tonals quant a la música i la banda sonora del film.
Tofa referència a la freqüència de les vibracions. Té un paper fonamental a l'hora de diferenciar objectes entre si per les seves característiques, música i diàlegs.
Intensitat, timbre i to interactuen per definir la textura de so d'una pel·lícula i permeten diferenciar els sons de la mateixa. Així mateix, es pot diferenciar, per exemple, les veus dels diferents personatges.

## Dimensions del so
Pot diferenciar-se entre ritme, fidelitat, espai i temps. El so ocupa una durada determinada dins del film, es pot relacionar amb la font d'una manera més o menys fidel, transmet les qualitats de l'espai en el qual es desenvolupa l'acció i està relacionat amb els elements visuals del lloc que es mostra.
• Ritme: ha d'existir una concordança entre el ritme del muntatge, els moviments i accions en cadascuna de les imatges i el so, compaginant ritmes visuals i auditius. També es pot jugar amb el contrast del ritme entre la imatge i el so per crear efectes inesperats, utilitzant la veu en off, combinant diferents músiques per crear efectes misteriosos... El ritme al llarg d'una pel·lícula pot canviar constantment.
• Fidelitat: fa referència al grau en el qual el so és fidel a la imatge que es mostra en pantalla. Tal vegada el so que es percep no pertanyi realment a la font que estem visionant, però s'accepta com a versemblant per la seva credibilitat. Podem alterar aquesta fidelitat fonamentalment per crear efectes còmics.
• Espai: el so procedeix d'una determinada font, per tant, té una dimensió espacial. Si el so procedeix de la font que apareix en pantalla parlem d'un so diegètic. Si per contra procedeix d'una font totalment externa al que se'ns mostra, estarem parlant d'un so no diegètic.
• Temps: es pot representar el temps de diferents formes, ja que el temps de la banda sonora pot concordar o no amb la imatge. Parlem d'un so sincrònic quan aquest està sincronitzat amb la imatge i ho sentim alhora que apareix la font sonora que ho produeix. Per obtenir efectes mes imaginatius, es pot utilitzar un so asincrònic que no concordi amb la imatge.

## Estàndards de qualitat del so cinematogràfic
La norma THXTHX és una companyia que dona llicència de garantia de qualitat a partir d'un conjunt de normes tècniques que estableixen estàndards rigorosos sobre les condicions acústiques d'una sala i dels seus sistemes de motorització, i en el cas de sales de barreja també estableix normes per a l'equip específic que es pot utilitzar.
Dolby estèreoL'estàndard Dolby estèreo redueix la distorsió amplificant artificialment i després reduint sons de baix volum (compensant diferències en el rang de freqüència), tornant així els sons al seu volum original, però reduint el soroll de fons en el procés.

## Professionals del tractament del so cinematogràfic
- Enginyer de so: Especialista de so encarregat de l'enregistrament de so original (so directe) capturat a la locació. El seu objectiu és aconseguir que els diàlegs i el so "natural" de les locacions es gravin en les millors condicions possibles per evitar problemes en la postproducció.
- Microfonista: Opera els micròfons muntats en canya o en un altre tipus de muntures. Depenent de la mida de la producció i de les necessitats del departament col·loca també micròfons miniatura (sense fil) als actors i en llocs especials com ara seients de cotxe, parets, etcètera. Coneix la "mida" del quadre (que donen les diferents lents) a cada presa i opera el boom procurant que no es vegi en la composició del quadre.[9]
- Dissenyador de so: El responsable de la presa de sons en rodatge és el sonidista que treballa amb un o més microfonistes al seu càrrec. A la postproducció se sumen l'editor de so, compositor de la música incidental, i els artistes d'efectes sonors (efecte de sala) i de doblatge, per generar la banda sonora original.

## Sistemes de so cinematogràfic
Actualment existeixen diferents sistemes de so cinematogràfic:
1. El sistema utilitzat en formats estàndards funciona a partir d'una pista òptica que és llegida per un projector que mitjançant una cèl·lula fotoelèctrica transforma la llum que emet i que passa a través de la pista, en energia elèctrica. Creant així un senyal que es descodifica i es porta al sistema d'altaveus, on torna a sentir-se com a so. Per tant, traduir el so òpticament és un exemple de codificació analògica.[10]
2. El sistema de so magnètic (utilitzat en alguns formats especials) parteix d'un altre tipus de pista, com la dels magnetòfons. El fotograma consta d'una o més tires magnètiques fixades en un costat de la pel·lícula. Aquest so, a diferència de l'òptic, està enregistrat amb temps de retard (varia segons el format) respecte a la imatge.
3. Hi ha sistemes que sincronitzen la imatge i el so de manera independent,[11] és a dir, el so el trobem en una pista diferent de la de la imatge; anomenats a doble banda. Aquests s'utilitzen bàsicament en formats de visionat espectacular com l'IMAX.

## Música al cinema
La música creada per a una producció audiovisual és, en general, una composició realitzada a consulta amb el realitzador per incrementar el caràcter dramàtic de les imatges, acompanyant-les. Hi ha dues formes en què la música pot aparèixer al film: de manera diegètica i de manera extradiegètica.

### Diegesi
És un terme grec i respon a l'univers on es desenvolupa l'obra; ja que veiem o deduïm la font, dins de la posada en escena, d'on prové el so, estem davant de música diegètica. Per exemple: música que se sent quan els personatges encenen la ràdio o la televisió. Quan aquesta música prové "del no-res" és extradiegètica.

### Selecció de la música al cinema
És freqüent que la selecció musical es produeixi a partir de la recerca d'una peça preexistent o que es crea ex professo i es grava per a la pel·lícula, un cop ja es compta amb el material filmat. D'aquesta manera la imatge troba el seu suport a la música i cap dels components pateix mutilació del contingut.
No obstant això, és possible utilitzar el mètode contrari i pot donar (en certs casos) un resultat excel·lent: triar primerament una música, estudiar la seva partitura i dissenyar un guió de filmació per a aquesta forma musical.
La música és una part important de la pel·lícula. Aquesta serveix per:
- Establir l'atmosfera, el temps o el lloc on passa la pel·lícula
- Descriure el personatge i les seves emocions
- Acompanyar el canvi d'escena
- Afegir impacte dramàtic
- Proveir continuïtat a través de l'edició

### Bandes sonores
Certes vegades es paga els drets d'autor d'una música ja existen per utilitzar-la en la filmació. No obstant, molts cops els directors prefereixen contractar a músics professionals perquè facin tots els sons i la música per a la pel·lícula. Tot aquest conjunt s'anomena banda sonora.
Al llarg de la història s'han popularitzat bandes sonores de pel·lícules molt conegudes. Fins i tot, es comencen a vendre discos de solament música cinematogràfica. Entre els compositors més populars hi ha Max Steiner, Hans Zimmer i, naturalment, John Williams. Algunes de les bandes sonores més populars són les següents: 
- La de la Casablanca, creada per Max Steiner.
- Les cançons del musical Singing in the Rain. Algunes de les més famoses entre el repertori són "Good Morning", "Singing in the Rain", "Would you" o "Make 'Em Laugh".
- La de Psicosi, creada per Herrmann.
- La de Noche de Halloween, creat per John Carpenter.
- La del dibuix animat La pantera rosa, creada per Henry Mancini.
- La de Padrí, creada per Nino Rota.
- La de Tauró, creada per John Williams.
- La de Star Wars, creada també per John Williams.
- La del Superman, creada per John Williams.
- Les cançons de la pel·lícula de Disney The Lion King , com per exemple "el cicle de la vida", "Seré rei lleó" o "hakunamatata".
- La del Senyor dels Anells, creada per Howard Shore.
- La del conjunt de pel·lícules de Harry Potter, creada també per John Williams.
- La de Indiana Jones, creada per John Williams.
- La de Jurassic Park, creada per John Williams.
- La del Retorn al futur, creat per Alan Silvestri.
- La de Interestellar, creada per Hans Zimmer.
- Etc.

## El silenci com a recurs cinematogràfic
El so s'utilitza per donar certs significats o transmetre emocions a l'espectador al llarg de la filmació. Però l'ús intencionat del silenci també ajuda en la narració. Fins i tot, es pot considerar part de la banda sonora, ja que, igual que el so, acompanya les imatges i els aporta significat.
Es diu que el silenci apareix a partir del cinema sonor. Abans no se sentia res no perquè el director ho volgués, sinó perquè no hi havien tecnologies prou avançades per crear sons. Així mateix, Robert Bresson argumenta que si no hi ha sons, no hi ha silenci. De manera que, quan s'introdueix el so i apareix la combinació de soroll i silenci, s'aconsegueix donar una forta importància a l'absència del so com a recurs narratiu.
Ángel Rodríguez Bravo va proposar tres qualificacions segons els tres usos expressius fonamentals en el so, els quals també s'aplicaria en el silenci:
- Ús sintàctic: quan el silenci és utilitzat per a l'estructuració dels continguts audiovisuals. L'efecte que dona al públic és que una escena s'ha finalitzat i s'inicia una altra.
- Ús naturalista: el silenci és empleat imitant els sons de la realitat referencial, és a dir, quan hi ha fons sonor de baixa intensitat. Això ajuda en la conducció de la narració.
- Ús dramàtic o expressiu: quan s'utilitza el silenci per expressar emocions o significats simbòliques.

Altrament, el silenci també pot aparèixer per diversos motius: 
- Donar pausa entre converses per donar un respir i un equilibri entre l'acció i la no acció.
- Per transmetre emocions, normalment de tensió, de desconcert, de provocació, de melodrama, de suspens, de por...
- Per aportar significats. Dintre d'un context, quan dos personatges tenen una conversa i un dels dos es queda callat, pot aportar un sentit més elevat que si hagués parlat.
- Per ocultar informació que, més endavant, serà desvetllada cap a l'audiència.
- Per descriure la personalitat del personatge. Cadascú té la seva forma de parlar i de callar. Depenent del ús que es doni del silenci en cert personatge, si li atribuirà a una personalitat o a una altra.

Altrament, es pot considerar que hi ha silenci quan la música s'atura de cop (ús naturalista). Els sons ambientals se continuen sentint. Més exactament, s'aprofita l'absència de la música per augmentar aquests sons que poden ser passes, portes, fulles... Tanmateix, la sensació que ens dona és de detenció, sigui en tensió o més relaxada, i tenim la impressió de silenci. Un bon exemple seria la pel·lícula de Mission:Impossible.Allà hi apareix una escena on un espia entra en una sala amb sensor de soroll. En aquest moment, la música es talla i els petits sons, com el teclejat de l'ordinador o les passes del ratolí, s'intensifiquen. Tot això provoca una forta tensió a l'espectador. Al mateix temps, dona un cert realisme, ja que si s'hagués mantingut la música en aquella escena, el context perdria sentit i no hauria sigut creïble.
Seguidament hi ha una tècnica cinematogràfica anomenada metratge apropiat o en anglès found footage. Es tracta de no usar la banda sonora al llarg de tot el llargmetratge. Els únics sons que s'escolten són aquells que s'han enregistrat in situ a través de les gravacions de les càmeres o amb enregistradors de sons que es posen prop dels actors per gravar tot allò que transcorre. Aquest mètode es fa servir molt en pel·lícules de terror com El projecte de la bruixa de Blair, Paranormal Activity o The Last Horror Movie.
Evidentment, la interpretació d'aquesta combinació entre sons i no sons és molt subjectiva. Depenent de la cultura, el pensament i el caràcter del espectador, ho entendrà d'una forma o un altre. Per tant, no és d'estranyar que una persona oriental comprèn una filmació de manera diferent a una persona occidental.
Al llarg de la història, hi ha hagut grans directors experts en l'ús del silenci, alguns d'ells molt actuals:
- Alfred Hitchcock, en pel·lícules com La soga o Els ocells
- Martin Scorsese, en pel·lícules com Taxi Driver, Toro salvatge o Silence.
- Robert Bresson.

Finalment, a la majoria de les filmacions surt en un moment o altre el silenci. Però són certs gèneres els qui donen més èmfasi a aquesta eliminació de so: el gènere negre o de suspens, el gènere de terror i el melodrama.